# Federico Günther di Schwarzburg-Rudolstadt
Federico Günther di Schwarzburg-Rudolstadt (Rudolstadt, 6 novembre 1793 – Rudolstadt, 28 giugno 1867) fu principe di Schwarzburg-Rudolstadt dal 1807 fino alla sua morte.

## Biografia

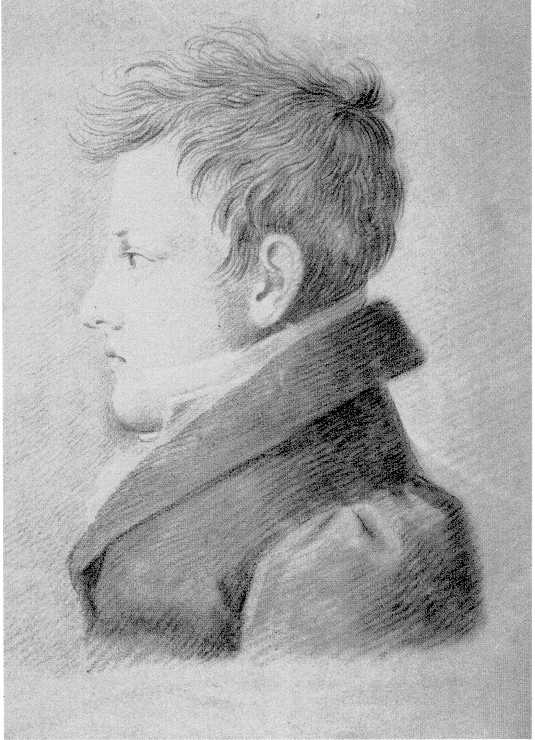
Ritratto del giovane principe Federico Gunther di Schwarzburg-Rudolstadt

Federico Günther era il secondo figlio del principe Luigi Federico II e di sua moglie, la langravia Carolina Luisa di Assia-Homburg (1771-1854). Suo nonno, Federico Carlo era morto sette settimane prima della sua nascita, e per questo Federico Günther, dalla nascita, divenne principe ereditario. Suo padre morì il 28 aprile 1807 quando Federico aveva appena quattordici anni e perciò venne affiancato da sua madre Carolina Luisa in qualità di reggente sino a quando non raggiunse i ventuno anni di età ed il 6 novembre 1814 assunse il controllo del principato. Il suo regno durò per un arco di tempo di sessant'anni. Nel 1810 venne inviato col fratello minore Alberto a studiare a Ginevra per un anno.
Alla sua ascesa al trono, nel 1807, il principato di Schwarzburg-Rudolstadt era uno stato membro della Confederazione del Reno. Questa venne sciolta nel 1813 e il trattato di Parigi del 30 maggio 1814 dichiarava la sovranità e l'indipendenza degli stati della confederazione. Nel medesimo periodo Federico Gunther fece le proprie prime esperienze militari affiancando lo zio Filippo d'Assia-Homburg sul campo di battaglia contro la Francia. Nel 1815 aderì insieme a molti altri stati tedeschi alla Confederazione Germanica, e nel 1816 introdusse nel principato una dieta.
Gli ultimi anni del suo regno videro la guerra austro-prussiana del 1866, nella quale il principato di Schwarzburg-Rudolstadt si mantenne neutrale, aderendo alla Confederazione Germanica del Nord solo al termine del conflitto.
A seguito della sua morte, avvenuta nel castello di Heidecksburg nel 1867, gli succedette il fratello, il principe Alberto dal momento che la moglie ed il suo unico figlio legittimo gli erano premorti.
Federico Günther ebbe un altro figlio Sizzo di Leutenberg, nato però da un matrimonio morganatico.

## Matrimoni ed eredi

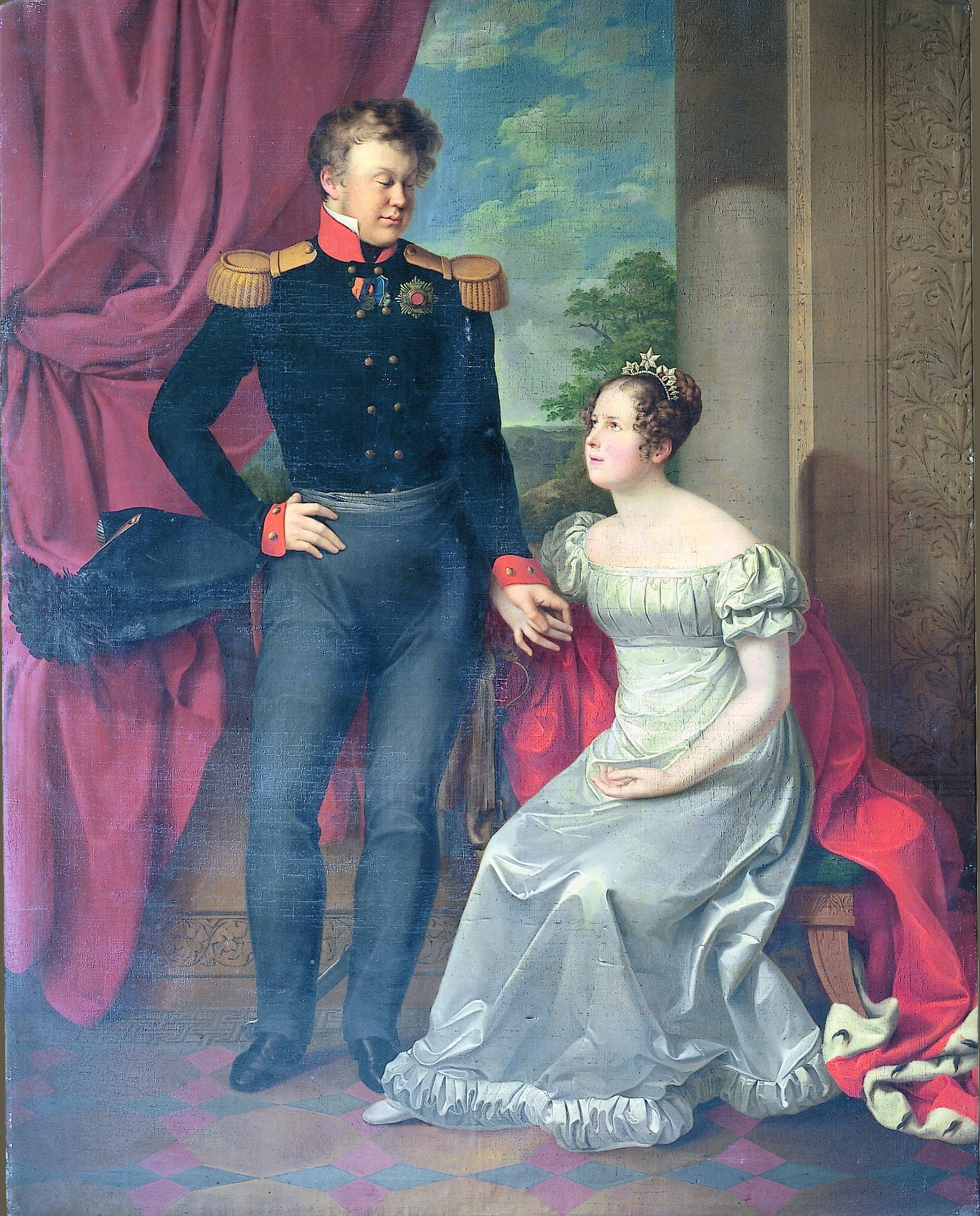
Il principe Federico Gunther e la prima moglie, la principessa Augusta di Anhalt-Dessau

Il principe Federico Günther si sposò tre volte. La sua prima moglie fu la principessa Augusta di Anhalt-Dessau (1793-1854) che sposò il 15 aprile 1816 a Dessau e da cui ebbe tre figli: 
- Federico Günther (1818–1821)
- Günther (1821–1845)
- Gustavo (1828–1837)

Si sposò una seconda volta con la contessa Helene von Reina (1835-1860) il 7 agosto 1855 a Dresda. Questo fu un matrimonio morganatico e gli eredi nati furono nominati principi e principesse di Leutenberg:
- Elena (1860–1937)
- Sizzo (1860–1926)

Il suo terzo matrimonio fu con Marie Schultze (1840-1909) che sposò a Schwarzburg il 24 settembre 1861. Anche questo matrimonio fu morganatico, ma nel 1864 egli riservò il titolo di contessa di Brockenburg per la moglie. Dal matrimonio non nacquero eredi.
Il principe ebbe inoltre una relazione extraconiugale con Friederike Thowart (1820-1884), dalla quale nacquero i seguenti figli:
- Maria (12 aprile 1843 - ?)
- Emma (12 dicembre 1846 - ?)
- Elena (7 novembre 1848 - ?).

## Ascendenza
|                                                       |                                        |                                                       | Genitori                                             |  |  | Nonni |  |  | Bisnonni                                             |  |  | Trisnonni                                            |  |
|                                                       |                                        |                                                       |                                                      |  |  |       |  |  | Luigi Günther II, Principe di Schwarzburg-Rudolstadt |  |  | Luigi Federico I, Principe di Schwarzburg-Rudolstadt |  |
|                                                       |                                        |                                                       |                                                      |  |  |       |  |  | Luigi Günther II, Principe di Schwarzburg-Rudolstadt |  |  | Luigi Federico I, Principe di Schwarzburg-Rudolstadt |  |
|                                                       |                                        | Anna Sofia di Sassonia-Gotha-Altenburg                |                                                      |  |  |       |  |  | Luigi Günther II, Principe di Schwarzburg-Rudolstadt |  |  |                                                      |  |
| Federico Carlo, Principe di Schwarzburg-Rudolstadt    |                                        |                                                       |                                                      |  |  |       |  |  | Luigi Günther II, Principe di Schwarzburg-Rudolstadt |  |  |                                                      |  |
|                                                       |                                        | Sofia Enrichetta di Reuss-Untergreiz                  | Enrico VIII, Conte Reuss zu Untergreiz               |  |  |       |  |  |                                                      |  |  |                                                      |  |
|                                                       |                                        | Sofia Enrichetta di Reuss-Untergreiz                  | Enrico VIII, Conte Reuss zu Untergreiz               |  |  |       |  |  |                                                      |  |  |                                                      |  |
|                                                       |                                        | Sofia Enrichetta di Reuss-Untergreiz                  | Sofia Elisabetta di Stolberg-Wernigerode             |  |  |       |  |  |                                                      |  |  |                                                      |  |
| Luigi Federico II, Principe di Schwarzburg-Rudolstadt |                                        | Sofia Enrichetta di Reuss-Untergreiz                  |                                                      |  |  |       |  |  |                                                      |  |  |                                                      |  |
|                                                       |                                        | Giovanni Federico, Principe di Schwarzburg-Rudolstadt | Federico Antonio, Principe di Schwarzburg-Rudolstadt |  |  |       |  |  |                                                      |  |  |                                                      |  |
|                                                       |                                        | Giovanni Federico, Principe di Schwarzburg-Rudolstadt | Federico Antonio, Principe di Schwarzburg-Rudolstadt |  |  |       |  |  |                                                      |  |  |                                                      |  |
|                                                       |                                        | Giovanni Federico, Principe di Schwarzburg-Rudolstadt | Sofia Guglielmina di Sassonia-Coburgo-Saalfeld       |  |  |       |  |  |                                                      |  |  |                                                      |  |
| Federica di Schwarzburg-Rudolstadt                    |                                        | Giovanni Federico, Principe di Schwarzburg-Rudolstadt |                                                      |  |  |       |  |  |                                                      |  |  |                                                      |  |
|                                                       |                                        | Principessa Bernardina Cristiana di Sassonia-Weimar   | Ernesto Augusto I, Duca di Sassonia-Weimar-Eisenach  |  |  |       |  |  |                                                      |  |  |                                                      |  |
|                                                       |                                        | Principessa Bernardina Cristiana di Sassonia-Weimar   | Ernesto Augusto I, Duca di Sassonia-Weimar-Eisenach  |  |  |       |  |  |                                                      |  |  |                                                      |  |
|                                                       |                                        | Principessa Bernardina Cristiana di Sassonia-Weimar   | Eleonora Guglielmina di Anhalt-Köthen                |  |  |       |  |  |                                                      |  |  |                                                      |  |
| Federico Günther di Schwarzburg-Rudolstadt            |                                        | Principessa Bernardina Cristiana di Sassonia-Weimar   |                                                      |  |  |       |  |  |                                                      |  |  |                                                      |  |
|                                                       | Federico IV, Langravio d'Assia-Homburg | Casimiro Guglielmo d'Assia-Homburg                    |                                                      |  |  |       |  |  |                                                      |  |  |                                                      |  |
|                                                       | Federico IV, Langravio d'Assia-Homburg | Casimiro Guglielmo d'Assia-Homburg                    |                                                      |  |  |       |  |  |                                                      |  |  |                                                      |  |
|                                                       | Federico IV, Langravio d'Assia-Homburg | Cristina Carlotta di Solms-Braunfels                  |                                                      |  |  |       |  |  |                                                      |  |  |                                                      |  |
| Federico V, Langravio d'Assia-Homburg                 | Federico IV, Langravio d'Assia-Homburg |                                                       |                                                      |  |  |       |  |  |                                                      |  |  |                                                      |  |
|                                                       |                                        | Ulrica Luisa di Solms-Braunfels                       | Federico Guglielmo di Solms-Braunfels                |  |  |       |  |  |                                                      |  |  |                                                      |  |
|                                                       |                                        | Ulrica Luisa di Solms-Braunfels                       | Federico Guglielmo di Solms-Braunfels                |  |  |       |  |  |                                                      |  |  |                                                      |  |
|                                                       |                                        | Ulrica Luisa di Solms-Braunfels                       | Sofia Maddalena di Solms-Laubach                     |  |  |       |  |  |                                                      |  |  |                                                      |  |
| Carolina Luisa di Assia-Homburg                       |                                        | Ulrica Luisa di Solms-Braunfels                       |                                                      |  |  |       |  |  |                                                      |  |  |                                                      |  |
|                                                       |                                        | Luigi IX, Langravio d'Assia-Darmstadt                 | Luigi VIII, Langravio d'Assia-Darmstadt              |  |  |       |  |  |                                                      |  |  |                                                      |  |
|                                                       |                                        | Luigi IX, Langravio d'Assia-Darmstadt                 | Luigi VIII, Langravio d'Assia-Darmstadt              |  |  |       |  |  |                                                      |  |  |                                                      |  |
|                                                       |                                        | Luigi IX, Langravio d'Assia-Darmstadt                 | Contessa Carlotta di Hanau-Lichtenberg               |  |  |       |  |  |                                                      |  |  |                                                      |  |
| Langravia Carolina d'Assia-Darmstadt                  |                                        | Luigi IX, Langravio d'Assia-Darmstadt                 |                                                      |  |  |       |  |  |                                                      |  |  |                                                      |  |
|                                                       |                                        | Contessa Palatina Carolina di Zweibrücken             | Cristiano III, conte palatino di Zweibrücken         |  |  |       |  |  |                                                      |  |  |                                                      |  |
|                                                       |                                        | Contessa Palatina Carolina di Zweibrücken             | Cristiano III, conte palatino di Zweibrücken         |  |  |       |  |  |                                                      |  |  |                                                      |  |
|                                                       |                                        | Contessa Palatina Carolina di Zweibrücken             | Carolina di Nassau-Saarbrücken                       |  |  |       |  |  |                                                      |  |  |                                                      |  |
|                                                       |                                        | Contessa Palatina Carolina di Zweibrücken             |                                                      |  |  |       |  |  |                                                      |  |  |                                                      |  |